# Những câu chuyện kỳ lạ của Darren Shan
Darren Shan là bộ truyện của nhà văn Darren O'Shaughnessy, người thường viết dưới bút danh Darren Shan. Sinh ngày 2 tháng 7 năm 1972, tại Luân Đôn, nước Anh. Darren là nhà văn người Ireland. Là một nhà văn bình thường cho đến khi ra mắt tác phẩm Darren Shan, là tác giả của bộ truyện nổi tiếng The Demonata

## Nhân vật
Bài chi tiết: Những nhân vật trong Darren Shan
Gồm:
- Ma cà rồng (Vampire): Bao gồm Darren Shan, Larten Crepsley, Gavner Purl,... Và nhiều nhân vật khác.
- Ma cà chớp (Vampaneze): Bao gồm Steve Leonard, Murlough, R.V,...
- Nhân vật phụ: Bao gồm các thành viên trong Gánh Xiếc Quái Dị, Ma Mới (Vampet), Tí Hon (Little People) và con người.
- Nhân vật bí ẩn: Desmond Tí-Nị, Công nương Evanna.

## Tác phẩm
Những câu truyện kỳ lạ của Darren Shan (Tiếng Anh: The Saga of Darren Shan) gồm 4 phần lớn, mỗi phần lớn gồm 3 cuốn:
1. Dòng máu Ma-cà-rồng:
- 1.Gánh xiếc quái dị: Để cứu Steve, Darren phải trở thành Ma-cà-rồng và đi theo ông Crepsley.
- 2.Đệ tử của Ma-cà-rồng: Sau một thời gian đi lang thang, Darren và Crepsley trở về Gánh xiếc quái dị, Darren, Evra và Sam Grest phải trải qua nỗi kinh hoàng với Người-sói.
- 3.Địa đạo máu: Được tin quê hương ông Crepsley đang gặp nguy hiểm, Darren, Evra, Crepsley quay về thành phố quê hương ông. Một tình yêu trong sáng đã nảy nở giữa Darren và Debbie, nhưng một trận chiến với Murlough sẽ làm thay đổi tất cả.

2. Nghi thức Ma-cà-rồng:
- 4.Núi Ma-cà-rồng: Kì họp Ma-cà-rồng bắt đầu, Darren cùng Crepsley, Gavner và tên Tí-hon Harkat phải vượt qua cam go trên đường đến núi Ma-cà-rồng.
- 5.Phiên tòa tử thần: Để chứng minh là một Ma-cà-rồng, Darren phải hoàn thành những thử thách trong tòa Thụ Phong.
- 6.Ông hoàng Ma-cà-rồng: Trở thành một Ông hoàng, Darren bắt đầu bước vào cuộc chiến sống còn với Ma-cà-chớp.

3. Đại chiến Ma-cà-rồng:
- 7.Thợ săn trong chiều tối: Là một trong ba Thợ săn, nhiệm vụ của Darren là tận dụng bốn cơ hội để tiêu diệt Chúa tể Ma-cà-chớp.
- 8.Đồng lõa của bóng đêm: Đối đầu Chúa tể Ma-cà-chớp với cơ hội thứ hai.
- 9.Sát nhân trong chiều tối: Mất đi cơ hội thứ ba cùng cái chết của Crepsley.

4. Định mệnh Ma-cà-rồng:
- 10.Hồ linh hồn: Theo lời lão Tí-nị, Darren và Harkat đến Hồ linh hồn để tìm lại ký ức cho Harkat.
- 11.Chúa tể bóng tối: Trở về nhà, gặp lại những người quen cũ cùng những sự thật khủng khiếp.
- 12.Những đứa con của định mệnh: Cơ hội cuối cùng để tiêu diệt Chúa tể Ma-cà-chớp, kết thúc định mệnh của Darren và kết thúc của một bộ truyện ly kỳ.

## Nhận định
Darren Shan là bộ truyện với thể loại truyện kinh dị và phiêu lưu mạo hiểm(kết hợp khoa học viễn tưởng). Với cốt truyện nói về ma cà rồng, hoàn toàn mới mẻ, không giống như những bộ truyện nói về ma cà rồng khác(thường đặt nhân vật ma cà rồng là nhân vật phản diện, độc ác và không chút tính người) thì ở Darren Shan, ma cà rồng được tác giả "ban" cho tính dũng cảm, không chịu nhục và đặc biệt là ma cà rồng làm những điều hướng đến cái thiện và tiêu diệt cái ác. Darren Shan được Bộ Giáo dục Anh đưa vào top 100 tác phẩm Bộ Giáo dục Anh khuyên đọc mặc dù nội dung bộ truyện có nhiều tình tiết bạo lực, ghê rợn.

## Cốt truyện
Darren Shan là một học sinh trung học bình thường. Bạn thân của cậu là Steve. Một hôm, 2 người nhận được một bức poster quảng cáo về buổi trình diễn của Gánh xiếc quái dị. Cảm thấy tò mò và hiếu động, 2 chàng trai đã quyết tâm đến dự cho được buổi biểu diễn đó. Và sau lần xem buổi biểu diễn của gánh xiếc quái dị thì Darren phát hiện ra rằng Steve muốn được làm ma cà rồng. Quá bất ngờ và bị sốc, những ngày sau đó Darren tỏ ra không muốn nói chuyện với Steve. Đó chỉ là một phần, còn phần nữa là Darren muốn có được con nhện Quý bà Octa(con nhện đã cùng biểu diễn với ông Crepsley trong buổi biểu diễn), và thế là cậu lập kế hoạch ăn cắp con nhện từ gánh xiếc quái dị. Sau khi đã ăn cắp thành công, hằng ngày cậu luôn quan tâm và chăm sóc tới nó. Cậu tập truyền tư tưởng cho nó(và đã thành công). Rồi một hôm, Steve đến nhà Darren để chơi, và cậu phát hiện ra con nhện. Thế là Darren đã cho cậu biết và cùng cho Steve tập chơi với nó. Rồi một hôm, khi Steve và Darren đang đùa giỡn với con nhện thì cô em gái của Darren bước vào phòng. Thấy con nhện, cô em gái đã hét lên và con nhện đã cắn Steve(Quý bà Octa sẽ cắn người khi nghe tiếng động lớn). Steve đã nhập viện và trong cơn nguy cấp. Khi đó Darren rất thương bạn mình và quyết tâm phải cứu cho bằng được Steve, và không gì có thể cứu Steve trừ khi Darren làm đệ tử cho ông Crepsley, đi phiêu du với ông và không được trở về nhà, làm ma cà rồng nửa mùa. Steve hiểu lầm bạn mình đã theo ma cà rồng, và như thế cậu ta ganh tức và quyết trả thù Darren. Sau khi làm cái chết giả cho Darren xong, mọi người đều lầm tưởng Darren đã chết thật(ngoại trừ Steve). Thì Darren bắt đầu cuộc hành trình của mình với ông Crepsley - trở thành sinh vật của bóng đêm...(còn nữa)

## Tác phẩm liên quan
Truyện ngắn:
- Nhật ký của Annie - liên quan với tập 1
- Bài luận văn về ma cà rồng - liên quan đến tập 1
- Những nỗi khiếp sợ nhỏ - liên quan tới tập 2
- Trận đánh trong bóng tối - liên quan với tập 5

Manga:
- Darren Shan còn được chuyển thể thành manga, tác giả là Takahiro Arai.

Điện ảnh:
- Bộ phim Gánh xiếc quái dị: Đệ tử Ma cà rồng chuyển thể từ 3 phần đầu của bộ truyện, công chiếu vào ngày 23 tháng 10 năm 2010. Do sức ép của phim Trăng non nên không đạt được thành công như mong muốn.

Tiểu thuyết:
- Tác giả Darren Shan đã cho ra bộ truyện mang tên The saga of Larten Crepsley kể về quá khứ của ma cà rồng Crepsley. Bộ truyện đã xuất bản từ năm 2010 tại khu vực Châu Âu.

## Liên Kết
- Website chính thức